# 朱务善
朱务善（1897年—1971年6月），化名王理堂、王一鸣、朱悟禅，男，湖南津市人，中国革命家，曾任科学出版社副社长。